# Подберезье-1
Подберезье-1 (Подберезье Булынинское) — деревня в Великолукском районе Псковской области России. Входит в состав сельского поселения «Лычёвская волость».
Расположена в 11 км к югу от центра города Великие Луки и в 2 км к северо-востоку от деревни Булынино.

## Население
Численность населения по оценке на 2000 год составляла 11 жителей, на 2010 год — 27 жителей.